# Novo Selo Rok
Novo Selo Rok (mađarski: Rókusújfalu) je naselje u Republici Hrvatskoj, u sastavu grada Čakovca, u Međimurskoj županiji.
Naselje je smješteno oko 4 kilometra od centra grada Čakovca.

## Stanovništvo
Prema popisu stanovništva iz 2001. godine, naselje je imalo 1476 stanovnika te 424 obiteljskih kućanstava.
| broj stanovnika | 168   | 330   | 413   | 429   | 444   | 498   | 588   | 809   | 978   | 965   | 1011  | 1113  | 1271  | 1443  | 1476  | 1441  | 1320  |
|                 | 1857. | 1869. | 1880. | 1890. | 1900. | 1910. | 1921. | 1931. | 1948. | 1953. | 1961. | 1971. | 1981. | 1991. | 2001. | 2011. | 2021. |

Novo Selo Rok ima područnu školu koja traje četiri godine odnosno od prvog do četvrtog razreda.
U Novom Selu Rok nalazi se crkva Svetog Roka stara više od 300 godina te Dobrovoljno Vatrogasno Društvo koje je 2011.godine proslavilo 80 godina postojanja.
Odnedavno su sagrađene nove nogometne tribine. Novo Selo Rok ima 2 nogometna igrališta od kojih se jedno koristi za treninge a drugo za igru.